# 善照寺 (江戸川区)
善照寺（ぜんしょうじ）は、東京都江戸川区にある真言宗豊山派の寺院。

## 概要
室町時代後期、隆範（1522年寂）によって開山された。その後江戸時代初期、頼玄（1660年寂）によって中興された。旧本山は山城醍醐三宝院。
当寺は「相撲寺」と呼ばれている。初代横綱の明石志賀之助（下野国宇都宮出身）の引退試合が当寺で行われたことがきっかけで、毎年9月に草相撲大会が行われていた。最盛期には参加力士は250人、見物者は区外（東京府・千葉県）からも集まっていた。しかし1943年（昭和18年）に中止され、戦後の1954年（昭和29年）に一度復活したが、それ以降は行われなくなった。

## 文化財
- 旧葛西学校跡 - 江戸川区登録史跡、昭和62年2月25日告示[3]
  - 明治9年（1876）に善照寺本堂を使用して開校[3][4]

## 交通アクセス
- 一之江駅より徒歩10分。

## 関連文献
- 「行政編 第六章 教育 第三節 葛西学校の開校」『江戸川区史』 第二巻、江戸川区、1976年3月、689-711頁。
- 「東小松川村」『新編武蔵風土記稿』 巻ノ28葛飾郡ノ9、内務省地理局、1884年6月。NDLJP:763979/50。